# Caima (Fluss)
Der Caima (portugiesisch Rio Caima) ist ein rechter (nördlicher) Nebenfluss des Vouga. Er fließt durch den Distrikt Aveiro in Portugal.
Der Caima entspringt im Kreis Arouca in der Nähe der Gemeinde Albergaria da Serra. In seinem Quellgebiet liegt der Wasserfall Frecha da Mizarela. Ungefähr zwei Kilometer oberhalb der Stadt Vale de Cambra wird der Caima durch die Talsperre Burgães zu einem kleinen Stausee aufgestaut.
Ungefähr zwei Kilometer von der Kleinstadt Albergaria-a-Velha mündet der Caima dann in den Vouga.